# نيكولا مورو (ممثل)
نيكولا مورو (بالفرنسية: Nicolas Moreau)‏
```
هو 
ممثل
 
فرنسي
، ولد في 1974.
[
1
]
[
2
]
```

## وصلات خارجية
- نيكولا مورو على موقع IMDb (الإنجليزية)
- نيكولا مورو على موقع ألو سيني (الفرنسية)
- نيكولا مورو على موقع أول موفي (الإنجليزية)
- نيكولا مورو على موقع قاعدة بيانات الأفلام السويدية (السويدية)
- نيكولا مورو على موقع ديسكوغز (الإنجليزية)
- نيكولا مورو على موقع قاعدة بيانات الفيلم (الإنجليزية)
- نيكولا مورو على موقع كينوبويسك (الروسية)
- نيكولا مورو على موقع كينوبويسك (الروسية)